# Associação Desportiva de Fornos de Algodres
El A.D. Fornos de Algodres es un club de fútbol portugués del municipio de Fornos de Algodres, Distrito de Guarda. Fue fundado en 1970 y actualmente juega en el AF Guarda 1° Divisão, cuarta división en el fútbol portugués.

## Palmarés
- Liga Regional de Guarda: 1

2016/17